# Sebastian Schütze
Sebastian Schütze (* 24. August 1961 in Düsseldorf) ist ein deutscher Kunsthistoriker, Hochschullehrer und seit Oktober 2022 Rektor der Universität Wien.

## Ausbildung
Sebastian Schütze studierte Kunstgeschichte, Klassische Archäologie und Alte Geschichte an der Freien Universität Berlin (FU) sowie an den Universitäten in Bonn, Köln und Rom. Im Jahre 1989 wurde er an der FU Berlin mit der Dissertation Studien zur Malerei Massimo Stanziones mit einem kritischen Katalog seiner Werke beim Spezialisten für den italienischen Barock Heinrich Thelen promoviert.
Von 1989 bis 1991 war Schütze Stipendiat sowie von 1992 bis 1997 wissenschaftlicher Assistent an der Bibliotheca Hertziana der Max-Planck-Gesellschaft in Rom. Die Habilitation erfolgte 1997 wiederum an der FU Berlin, wobei die Habilitationsschrift auf den Titel Kardinal Maffeo Barberini, später Papst Urban VIII., als Auftraggeber und Mäzen. Beiträge zu einer Archäologie des römischen Hochbarock lautet.

## Akademische Karriere
Nach Lehrstuhlvertretungen an den Universitäten Leipzig, Münster und Dresden erhielt Schütze 2001 die C3-Forschungsprofessur an der Bibliotheca Hertziana und war dort mit dem Aufbau und der Leitung der interdisziplinär ausgerichteten Forschungsgruppe Strategien frühneuzeitlicher Repräsentation befasst. 2003 wurde er auf den Bader Chair in Southern Baroque Art, einen Lehrstuhl für Kunstgeschichte, an der Queen’s University in der kanadischen Provinz Ontario berufen.
Seit 2009 hat Schütze die Universitätsprofessur für Neuere Kunstgeschichte an der Universität Wien inne. 2013 nahm er eine Gastprofessur am Institut für Italianistik der Universität Basel an. 2018 folgte eine Gastprofessur an der Universität La Sapienza in Rom.

## Funktionen (Auswahl)
Mit 1. Oktober 2018 übernahm Schütze die Funktion des Dekans der Historisch-Kulturwissenschaftlichen Fakultät der Universität Wien, die er bis 30. September 2022 innehatte.
Ende April 2022 wurde er vom Universitätsrat als Nachfolger von Heinz Engl für eine vierjährige Amtszeit zum Rektor der Universität Wien gewählt.
Seine aktuelle Funktionsperiode läuft von 1. Oktober 2022 bis 30. September 2026. Im Mai 2025 wurde er vom Universitätsrat für die Periode von 2026 bis 2030 als Rektor wiederbestellt.

## Forschung
Seine Forschungsschwerpunkte liegen vor allem im Bereich der Kunst- und Kulturgeschichte Italiens, der Sammlungsgeschichte in Wien und Mitteleuropa und der produktiven Wechselwirkungen zwischen Literatur und bildender Kunst.
Schütze ist Leiter des Vienna Center for the History of Collecting, einem ein Kooperationsprojekt des Instituts für Kunstgeschichte der Universität Wien mit zwei Instituten der Österreichischen Akademie der Wissenschaften, dem Austrian Centre for Digital Humanities and Cultural Heritage (ACDH-CH) und dem Institut für kunst- und musikhistorische Forschungen.

## Auszeichnungen
1998 wurde Schütze der Hanno-und-Ilse-Hahn-Preis für „hervorragende Verdienste um die italienische Kunstgeschichte“ verliehen.
2008 erhielt er den Premio Daria Borghese zur Ehrung der Erinnerung an Donna Doria Borghese Olsoufieff.
2013 wurde Schütze zum korrespondierenden Mitglied im Inland und 2016 zum wirklichen Mitglied der philosophisch-historischen Klasse der Österreichischen Akademie der Wissenschaften gewählt.

## Kuratierte Ausstellungen
- 2015 mit Georg Satzinger: Der Göttliche. Hommage an Michelangelo. Raffael · Caravaggio · Rubens · Rodin · Cézanne · Struth, Kunst- und Ausstellungshalle der Bundesrepublik Deutschland, Bonn

## Schriften

### Monografien
- Kardinal Maffeo Barberini, später Papst Urban VIII., und die Entstehung des römischen Hochbarock, München 2007 (Römische Forschungen der Bibliotheca Hertziana XXXII)
- Caravaggio. Das vollständige Werk, Köln 2009 (weitere Ausgaben in Italienisch, Spanisch, Französisch, Englisch, Niederländisch, Polnisch und Japanisch)
- Massimo Stanzione. L`Opera Completa, Neapel 1992 (gemeinsam mit T. Willette).
- William Blake. Die Zeichnungen zu Dantes Göttlicher Komödie (gemeinsam mit Maria Antonietta Terzoli), Köln 2014 (weitere Ausgaben in Italienisch, Spanisch, Französisch und Englisch).

### Ausstellungen
- Bernini Scultore e la nascita del barocco in Casa Borghese, Katalog der Ausstellung, hrsg. von A. Coliva und S. Schütze, Villa Borghese, Rom 1998.
- Melchior Lechters Gegen-Welten. Kunst um 1900 zwischen Münster, Indien und Berlin, Katalog der Ausstellung, hrsg. von J. Krause und S. Schütze, Westfälisches Landesmuseum für Kunst und Kulturgeschichte, Münster 2006.
- Caravaggio and his Followers in Rome, Katalog der Ausstellung in der National Gallery of Canada und im Kimbell Art Museum, hrsg. von D. Franklin und S. Schütze, Ottawa und Fort Worth 2011.
- Bernini. Erfinder des barocken Rom, Katalog der Ausstellung, hrsg. von H.-W. Schmidt, S. Schütze und J. Stoschek, Museum der bildenden Künste, Leipzig 2014.
- Der Göttliche. Hommage an Michelangelo, Katalog der Ausstellung, kuratiert von G. Satzinger und S. Schütze, Bundeskunsthalle, Bonn 2015.

### Kongressakten und Essaybände
- Ars naturam adiuvans. Festschrift für Matthias Winner zum 11. März 1996, hrsg. von V. von Flemming und S. Schütze, Mainz 1996.
- Poussin et Rome, Akten der Internationalen Tagung in Rom (Accademia di Francia and Bibliotheca Hertziana, 1994), hrsg. von O. Bonfait, C. L. Frommel, M. Hochmann und S. Schütze, Paris 1996.
- Pietro da Cortona, Akten der Internationalen Tagung in Rom (Comitato Nazionale per le celebrazioni di Pietro da Cortona, Bernini, Borromini, 1997), hrsg. von C. L. Frommel und S. Schütze, Mailand 1998.
- Docere – Delectare – Movere. Affetti, devozione e retorica nel linguaggio artistico del primo barocco romano, Akten der Internationalen Tagung in Rom (Istituto Olandese and Bibliotheca Hertziana, 1996), hrsg. von S. De Blaauw, P.-M. Gijsbers, S. Schütze und B. Treffers, Rom 1998.
- Palazzo Sacchetti, hrsg. von S. Schütze, Rom 2003.
- Estetica Barocca, Akten der Internationalen Tagung in Rom (Accademia Nazionale dei Lincei, Bibliotheca Hertziana und Istituto Italiano per gli Studi Filosofici), hrsg. von S. Schütze, Rom 2004.
- The Collection of Antiquities from the Cabinet of Sir William Hamilton, mit einer Einleitung von S. Schütze (in Englisch, Deutsch und Französisch), Köln 2004.
- Kunst und ihre Betrachter in der Frühen Neuzeit. Ansichten – Standpunkte – Perspektiven, hrsg. von S. Schütze, Berlin 2005.
- I Barberini e la Cultura Europea del Seicento, Akten der Internationalen Tagung in Rom (Soprintendenza per il Polo Museale Romano, Bibliotheca Hertziana und Istituto Italiano per gli Studi Filosofici), hrsg. von L. Mochi Onori, S. Schütze und F. Solinas, Rom 2007.
- Napoli, è tutto il mondo. Arte Napoletana e Cultura Europea tra Umanesimo ed Illuminismo, Akten der Internationalen Tagung in Rom (American Academy), hrsg. von L. Pestilli, I. Rowland und S. Schütze, Rom 2008.
- St. Peter in Rom 1506–2006, Akten der internationalen Tagung in Bonn (Bundeskunsthalle), hrsg. von G. Satzinger und S. Schütze, München 2008.
- Le Dessin Napolitain, Akten der Internationalen Tagung in Paris (École normale supérieure), hrsg. von S. Schütze und F. Solinas, Rom 2010.
- Dimore signorili a Napoli. Palazzo Zevallos Stigliano e il mecenatismo aristocratico dal XVI al XX secolo, hrsg. von A. E. Denunzio, L. Di Mauro, G. Muto, S. Schütze und A. Zezza, Fondazione del Banco San Paolo/IMI, Neapel 2013.
- Carlo Maratti e l’Europa, Akten der internationalen Tagung (Università Roma Tre, Università di Roma Tor Vergata, Universität Wien, Palazzo Altieri und Accademia di San Luca), hrsg. von L. Barroero, S. Prosperi Valenti Rodinò und S. Schütze, Rom 2015.
- Fausto und Felice Niccolini, Houses and monuments of Pompeii, mit einleitenden Essays von V. Kockel und S. Schütze (in Englisch, Deutsch und Französisch), Köln 2016.
- Dante und die bildenden Künste. Dialoge – Spiegelungen – Transformationen, hrsg. von M. A. Terzoli und S. Schütze, Berlin/Boston 2016.
- Bernini disegnatore. Nuove prospettive di ricerca, Akten der internationalen Tagung, veranstaltet von der Bibliotheca Hertziana (Max-Planck-Institut für Kunstgeschichte) und dem Institut für Kunstgeschichte der Universität Wien (Österreichisches Historisches Institut in Rom, 2015), hrsg. von S. Ebert-Schifferer, T. Marder und S. Schütze, Rom 2017.
- Tasso und die bildenden Künste. Dialoge – Spiegelungen – Transformationen, Akten der internationalen Tagung, veranstaltet vom Institut für Kunstgeschichte der Universität Wien und dem Seminar für Italianistik der Universität Basel, hrsg. von Sebastian Schütze und Maria Antonietta Terzoli, Berlin und Boston 2018 (434 Seiten).